# Équipe de Belgique de football en 1959
Maillots
Chronologie
Saison précédente Saison suivante
L'équipe de Belgique de football vit une saison délicate en 1959, n'arrivant pas à décrocher la moindre victoire en cinq sorties et en inscrivant seulement sept buts par sept buteurs différents. 

## Résumé de la saison

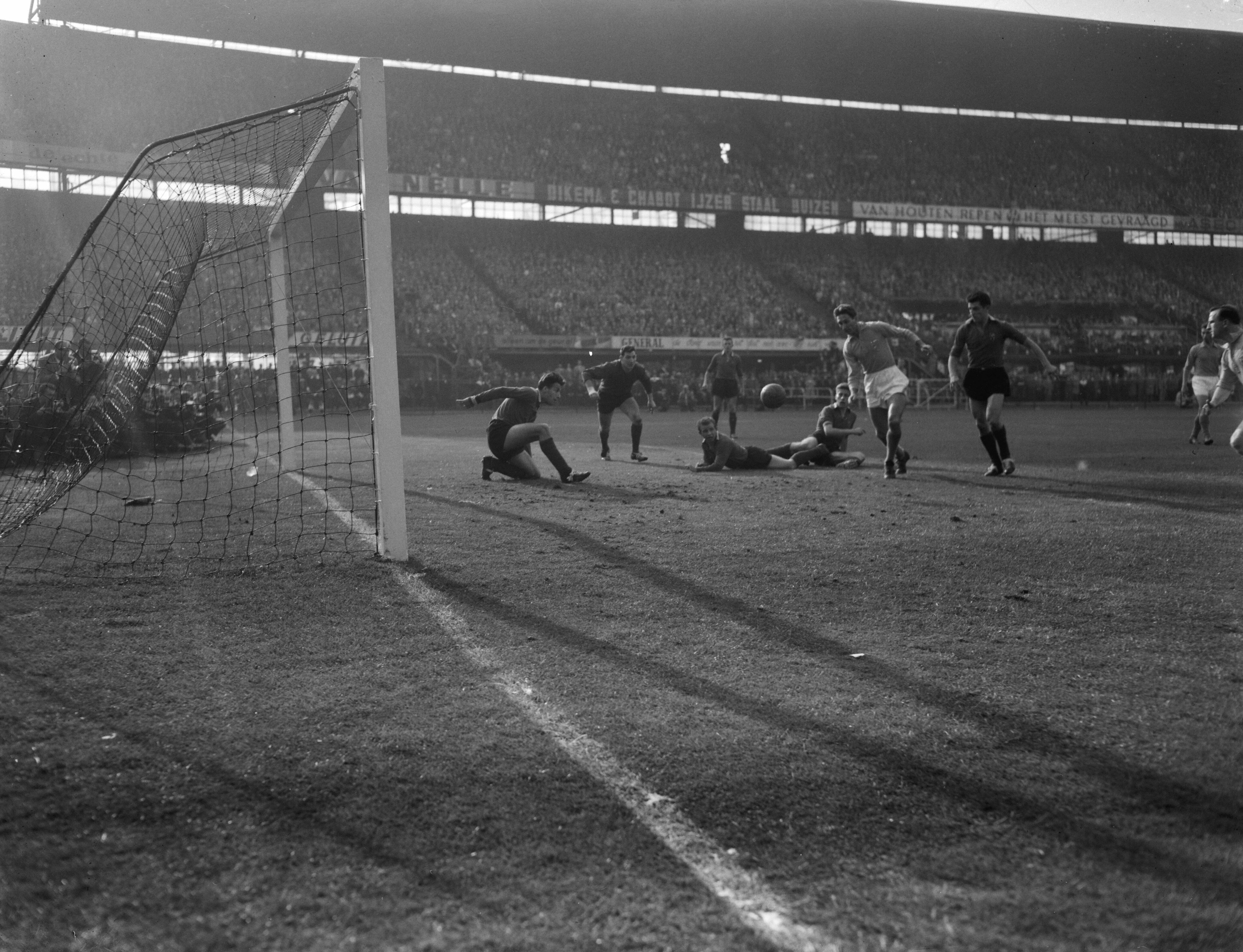
Faas Wilkes inscrit le 6-0 lors de la débâcle face aux Pays-Bas (9-1) à Rotterdam le 4 octobre 1959.

Les Diables Rouges ne parviennent pas à faire mieux qu'un partage (2-2) face à la France en déplacement pour leur première rencontre début mars.
Lors du premier derby des plats pays de l'année, mi-avril, malgré avoir mené (0-2), les Belges sont rejoints au score (2-2), en toute fin d'une partie décevante, peu après que Mathieu Bollen eût été exclu.
La Belgique rencontre ensuite l'Autriche lors d'une double confrontation fin mai et mi-juin et s'incline par deux fois (0-2 et 4-2).
Lors de la seconde rencontre face aux Pays-Bas, le 4 octobre, les Belges sont littéralement pulvérisés (9-1), et enregistrent l'une des plus lourdes défaites de leur histoire. Après seulement cinq minutes de jeu, les Oranje avaient déjà inscrit trois buts et la différence de niveau devint de plus en plus évidente au fil du match. Le public néerlandais s'enthousiasma tellement qu'il réclama à cor et à cri une dixième rose en scandant "tien-tien" ("dix-dix") à leurs joueurs au point qu'une speakerine invita les spectateurs, via le système de sonorisation du stade, à rester sportifs.
Les débuts de Constant Vanden Stock furent donc particulièrement difficiles, tant et si bien qu'il présenta sa démission à la suite de la débâcle de Feyenoord à peine un an après avoir pris ses fonctions. Celle-ci fut refusée ce qui, paradoxalement, conforta la position du nouvel homme fort du football belge. Vanden Stock en profita pour mettre de l'ordre dans la maison et écarta Viktor Havlicek (en) dès l'année suivante au profit de son adjoint, le belge Henri Dekens. Il allait d'ailleurs donner la préséance aux entraîneurs du cru tout au long de son mandat.

## Les matchs
| Match amical                                                   | France         | 2 - 2   | Belgique                 | Stade olympique Yves-du-Manoir Colombes, France |                                             |
| 1er mars 1959 · 15:00 heure locale · Historique des rencontres | Vincent 2e 68e | (1 – 1) | Lippens 32e · Piters 80e | Spectateurs : 42 206 Arbitrage : John Kelly     | Spectateurs : 42 206 Arbitrage : John Kelly |
| 1er mars 1959 · 15:00 heure locale · Historique des rencontres | Rapport        |         |                          | Spectateurs : 42 206 Arbitrage : John Kelly     | Spectateurs : 42 206 Arbitrage : John Kelly |

| Match amical                                                   | Pays-Bas                              | 2 - 2   | Belgique                   | Stade olympique Amsterdam, Pays-Bas             |                                                 |
| 19 avril 1959 · 14:30 heure locale · Historique des rencontres | Lenstra 73e · van der Linden (nl) 81e | (0 – 1) | Wégria 42e · Goyvaerts 63e | Spectateurs : 60 000 Arbitrage : Maurice Guigue | Spectateurs : 60 000 Arbitrage : Maurice Guigue |
| 19 avril 1959 · 14:30 heure locale · Historique des rencontres |                                       | Rapport | Bollen 80e                 | Spectateurs : 60 000 Arbitrage : Maurice Guigue | Spectateurs : 60 000 Arbitrage : Maurice Guigue |

| Match amical                                                 | Belgique | 0 - 2   | Autriche                            | Stade du Heysel Laeken, Belgique             |                                              |
| 24 mai 1959 · 16:00 heure locale · Historique des rencontres |          | (0 – 1) | Skerlan (de) 10e · Huberts (de) 55e | Spectateurs : 32 300 Arbitrage : Karol Galba | Spectateurs : 32 300 Arbitrage : Karol Galba |
| 24 mai 1959 · 16:00 heure locale · Historique des rencontres | Rapport  |         |                                     | Spectateurs : 32 300 Arbitrage : Karol Galba | Spectateurs : 32 300 Arbitrage : Karol Galba |

| Match amical                                                  | Autriche                                          | 4 - 2   | Belgique                      | Praterstadion Vienne, Autriche                 |                                                |
| 14 juin 1959 · 17:00 heure locale · Historique des rencontres | Skerlan (de) 17e · Hof 59e (pen.) 62e · Horak 88e | (1 – 2) | Van Den Boer 4e · Coppens 38e | Spectateurs : 35 000 Arbitrage : Daniel Mellet | Spectateurs : 35 000 Arbitrage : Daniel Mellet |
| 14 juin 1959 · 17:00 heure locale · Historique des rencontres | Rapport                                           |         |                               | Spectateurs : 35 000 Arbitrage : Daniel Mellet | Spectateurs : 35 000 Arbitrage : Daniel Mellet |

| Match amical                                                    | Pays-Bas                                                                                                | 9 - 1   | Belgique   | Stade de Feyenoord Rotterdam, Pays-Bas      |                                             |
| 4 octobre 1959 · 14:30 heure locale · Historique des rencontres | Rijvers 2e · van der Linden (nl) 3e · Wilkes 6e 20e 67e · van der Kuil (nl) 22e 72e 84e · Klaassens 83e | (5 – 0) | Delire 87e | Spectateurs : 63 000 Arbitrage : John Kelly | Spectateurs : 63 000 Arbitrage : John Kelly |
| 4 octobre 1959 · 14:30 heure locale · Historique des rencontres | Rapport                                                                                                 |         |            | Spectateurs : 63 000 Arbitrage : John Kelly | Spectateurs : 63 000 Arbitrage : John Kelly |

## Les joueurs
| Joueurs               | Joueurs                   | Amical | Amical  | Amical | Amical | Amical |
| --------------------- | ------------------------- | ------ | ------- | ------ | ------ | ------ |
| Gardiens de but       |                           |        |         |        |        |        |
| André Vanderstappen   | Olympic Club de Charleroi | 90     | 90      | r      | 90     | r      |
| Willy Coremans        | Royal Antwerp FC          | r      | r       |        |        |        |
| Jean Nicolay          | Standard de Liège         |        |         | 90     |        | 90     |
| Guy Delhasse          | RFC Liégeois              |        |         |        | r      |        |
| Défenseurs            |                           |        |         |        |        |        |
| Edward Wauters        | Royal Antwerp FC          | 90     |         | 90     | r      | 90     |
| Roland Storme         | ARA La Gantoise           | 90     | 90      |        | 90     |        |
| Marcel Dries          | K Berchem Sport           | r      | 90      | r      | 90     |        |
| Guillaume Raskin      | R Beerschot AC            |        | r       |        |        | r      |
| Jean Claes            | Union Saint-Gilloise      |        |         |        |        | 90,    |
| Milieux               |                           |        |         |        |        |        |
| Henri Thellin         | Standard de Liège         | 90     | 90      | 90     | 90     | 90     |
| Pierre Hanon          | RSC Anderlechtois         | 90     | 90      | 90     | r      | 90     |
| Martin Lippens        | RSC Anderlechtois         | 90     | 13e     | 90     | 90     |        |
| Fernand Goyvaerts     | RFC Brugeois              | 90     | 90      | 90     |        | 90     |
| Jef Jurion            | RSC Anderlechtois         | 90     | 90      | 90     | 90     | 75e    |
| Constant Huysmans     | R Beerschot AC            | r      | 90      | 90     | r      | 90     |
| Félix Geybels         | K Beringen FC             |        |         |        | 90,    | r      |
| Michel Delire         | Olympic Club de Charleroi |        |         |        | 90     | 75e    |
| Attaquants            |                           |        |         |        |        |        |
| Denis Houf            | Standard de Liège         | 90     |         | 90     |        | 90     |
| Godfried Van Den Boer | RSC Anderlechtois         | 90     | r       | r      | 90     |        |
| André Piters          | Standard de Liège         | 90     |         | 90     | 90     |        |
| Mathieu Bollen        | K Waterschei SV THOR Genk | r      | 13e 80e |        |        |        |
| Rik Coppens           | R Beerschot AC            |        | 90      | 90     | 90     | 90     |
| Victor Wégria         | RFC Liégeois              |        | 90      |        |        | 90     |

Un « r » indique un joueur qui était parmi les remplaçants mais qui n'est pas monté au jeu.
1. 1 2 3 4 5 6 7  Dernière sélection officielle pour le joueur.
2. 1 2 3 4 5 6  Première sélection officielle pour le joueur.
3. 1 2 3 4 5  Premier but officiel pour le joueur.

## Sources